# Villa Aldama (kommun)
Villa Aldama är en kommun i Mexiko.   Den ligger i delstaten Veracruz, i den sydöstra delen av landet, 200 km öster om huvudstaden Mexico City.
Följande samhällen finns i Villa Aldama:
- Villa Aldama
- Cerro de León
- Colonia Benito Juárez